# Appel au secours
Pour plus de détails, voir Fiche technique et Distribution.
Appel au secours (A Cry for Help: The Tracey Thurman Story) est un téléfilm dramatique américain réalisé par Robert Markowitz, diffusé en 1989. Il s’agit d’une histoire vraie de Tracey Thurman, devenue paralysée après avoir été battue par son mari en 1983.

## Synopsis
Tracey Thurman est transportée d'urgence à l'hôpital après avoir été physiquement agressée par son ex-mari violent, Buck. Avec l’avocat Burton Weinstein et la sœur de la victime, ils discutent sur une poursuite civile contre son ex-mari et le service de police de Torrington pour ne pas l’avoir protégée…

## Fiche technique
- Titre original : A Cry for Help: The Tracey Thurman Story
- Titre français : Appel au secours
- Réalisation : Robert Markowitz
- Scénario : Beth Sullivan
- Direction artistique : Gary T. New
- Photographie : Eric Van Haren Noman
- Montage : Harvey Rosenstock
- Musique : Nicholas Pike
- Production : Lee Miller ; Beth Sullivan (productrice déléguée)
- Sociétés de production : Dick Clark Productions et U.T.L. Productions
- Société de distribution : NBC Television
- Pays d’origine :  États-Unis
- Langue originale : anglais
- Format : couleur
- Genre : drame
- Durée : 96 minutes
- Dates de diffusion :
  - États-Unis : 2 octobre 1989 sur NBC
  - France : 22 janvier 1991 sur Antenne 2[2]

## Distribution
- Nancy McKeon : Tracey Thurman
- Dale Midkiff (VF : Daniel Russo) : Buck Thurman
- Graham Jarvis : l’agent Danziger
- Yvette Heyden : Judy Bentley
- Terri Hanauer : Cheryl
- Philip Baker Hall : le juge Blumenfeld
- David Wohl : Nagel
- David Ciminello : Rick
- Priscilla Pointer : la mère de Tracey
- Seth Isler : Lewis
- Burton Collins
- Bruce Weitz : Burton Weinstein
- David Wells as le pasteur
- Lee Ryan : l’agent Avery
- Don Stark : l’agent Driscoll
- Hank Stone : Joe
- Todd Bryant : Card
- J. G. Hertzler : le docteur
- Paul Comi : l’agent Dempsey
- Joe George : le capitaine Kyker
- Redman Gleeson : l’agent Bray
- Alan Haufrect : l’agent Cooper
- William Long Jr. : le brigadier Cherney
- Madison Mason as l’agent Jones
- Raymond O'Keefe : le brigadier Smith
- Al Pugliese : le brigadier Kangas
- Charles David Richards : l’agent Davis
- David Hooks : le juge #1
- Richard Balin : le juge #2

## Une histoire vraie
Le 10 juin 1983, Tracey Thurman est attaquée, poignardée treize fois et presque tuée par son mari. Une poursuite au civil s’est suivie du fait que la police municipale de Torrington (Connecticut) avait ignoré de nombreuses signes de violence familiale et négligemment rejeté toute ordonnance restrictive et que son ex-mari Charles "Buck" Thurman, Sr. avait frôlé l'interdiction d'entrer en contact de Tracey Thurman. Avec cette poursuite déposée en 1984, la victime est la première femme aux États-Unis à poursuivre une ville et son service de police pour violation des droits civils, affirmant que la police avait complètement ignorée la violence conjugale, étant donné qu’elle était mariée à son agresseur. Elle a gagné une victoire de 2,3 millions de dollars pour la négligence des policiers.

## Production
En 1988, Kristy McNichol est pressentie pour le rôle de Tracey Thurman avant que Nancy McKeon ne soit choisie.

## Accueil

### Diffusion
Appel au secours est diffusé le 2 octobre 1989 sur NBC.
En France, il est diffusé le 22 janvier 1991 sur Antenne 2, dans le cadre d’une des dernières émissions des Les Dossiers de l'écran, consacrée aux femmes battues.

### Critique
Le 2 octobre 1989, Alan Carter de NBC fait savoir que Nancy McKeon « s’est montrée puissante et émouvante dans une histoire vraie et choquante sur la violence conjugale. (…) Ce conte est bien écrit, ne doit pas être manqué » (« gives a powerfully moving performance in a true and shocking tale of spousal battering. (…) This well-written tale should not be missed »).